# 许宪春
许宪春（1956年10月—），辽宁凌源人，中华人民共和国政治人物。

## 生平
1982年7月，毕业于辽宁大学数学系，获理学学士学位。1986年7月加入中国共产党。1986年12月，毕业于上海财经大学现代应用统计研究室，获经济学硕士学位。1987年，供职于中华人民共和国国家统计局国民经济平衡统计司投入产出处。1996年，在国家统计局国民经济核算司从事国民经济核算工作，担任国家统计局国民经济核算司司长。2006年7月，当选国家统计局副局长。2017年离任。

## 争议
許憲春在接受《財經》雜誌副主編蘇琦采访时认为，用私家车拉活、出租闲置房屋赚钱等灵活就业形式可以解決許多就業問題，从而缓解新冠疫情和畢業人數增加導致年轻人赚钱、就业压力大的问题。中国大陸網友认为，有闲置房屋就代表着不需在乎就業問題，这类观点的出现说明了“執政者已經開始不了解底層的人民”，这可以说是“現代版的何不食肉糜”。